# Oeuvre van Frank Bridge
Frank Bridge componeerde vooral werken voor symfonieorkest, maar zijn kamermuziek won de laatste jaren aan populariteit. De catalogus is samengesteld door Paul Hindmarsh (H), die zelf ook componist is en een studie verrichtte naar het werk van Bridge en sommige van zijn werken arrangeerde dan wel voltooide.
| Hindmarsh-nummer | Jaar       | Titel | Instrumentatie                                                                              | Opmerking                                                       |
| ---------------- | ---------- | --- | ------------------------------------------------------------------------------------------- | --------------------------------------------------------------- |
|                  |            | |                                                                                             |                                                                 |
| 1                | 1900       | Pianotrio nr. 1                                                                                                  | pianotrio                                                                                   |                                                                 |
| 2                | 1900       | Romance: Une lamentation d’amour                                                                                 | viool en piano                                                                              |                                                                 |
| 3                | 1900       | Strijkkwartet in bes majeur                                                                                      | strijkkwartet                                                                               | ongenummerd strijkkwartet                                       |
| 4                | 1900       | Drie dansen 1.Adagio ben sostenuto e con tristezza (d mineur) 2.Allegretto (D majeur) 3.Moto perpetuo (d mineur) | viool of cello met piano                                                                    | bewerkt in 1911                                                 |
| 5                | 1901       | Sonnet: When most I wink                                                                                         | zangstem en piano                                                                           | Tekst: Sonnet 43 van William Shakespeare                        |
| 6                | 1901       | Scherzo phantastick                                                                                              | strijkkwartet                                                                               |                                                                 |
| 7                | 1901       | Strijkkwintet in e mineur                                                                                        | strijkkwintet                                                                               |                                                                 |
| 8                | 1901       | Berceuse in Bes majeur                                                                                           | 1. voor viool of cello met piano 2. voor viool en strijkorkest 3.klein orkest 4. Piano solo |                                                                 |
| 9                | 1901       | Berceuse | sopraan en orkest                                                                           | tekst: Dorothy Wordsworth                                       |
| 10               | 1901       | Kroningsmars | orkest                                                                                      | kroning Eduard VII van het Verenigd Koninkrijk; niet uitgevoerd |
| 11               | 1901 ca.   | Adagio ma non troppo in g mineur                                                                                 | orgel                                                                                       |                                                                 |
| 12               | 1901 ca.   | If I could choose                                                                                                | zangstem, piano                                                                             |                                                                 |
| 13               | 1901 ca.   | The primrose | zangstem, piano                                                                             |                                                                 |
| 14               | 1902       | The hag | bariton, orkest                                                                             |                                                                 |
| 15               | 1902       | Pianokwartet in c mineur                                                                                         | pianokwartet                                                                                |                                                                 |
| 16               | 1902       | Pensées fugitives I                                                                                              | piano                                                                                       |                                                                 |
| 17               | 1902       | Valse intermezzo à cordes                                                                                        | strijkorkest                                                                                |                                                                 |
| 18               | 1901-1902  | Drie stukken voor orkest                                                                                         |                                                                                             |                                                                 |
| 19               | 1902 ca.   | Scherzetto Scherzo voor cello en piano                                                                           | cello, piano of orkest gereviseerde versie                                                  |                                                                 |
| 20               | 1902       | Scherzettino in g mineur                                                                                         | piano                                                                                       |                                                                 |
| 21               | 1903       | A dirge | zangstem, piano                                                                             |                                                                 |
| 22               | 1903       | Con moto | viool, piano                                                                                |                                                                 |
| 23               | 1903       | Serenade | piano of cello en piano orkest piano                                                        |                                                                 |
| 24               | 1903       | Autumn | gemengd koor                                                                                |                                                                 |
| 25               | 1903       | The Devon maid                                                                                                   | zangstem, piano                                                                             |                                                                 |
| 26               | 1903       | Rising when the dawn still faint is Dawn and evening                                                             | zangstem, piano                                                                             |                                                                 |
| 27               | 1903       | Twee liederen op teksten van Heine                                                                               |                                                                                             |                                                                 |
| 28               | 1903       | The mountain voice                                                                                               |                                                                                             | onvoltooid, tekst van Heine                                     |
| 29               | 1903       | Moderato in e mineur                                                                                             | piano                                                                                       |                                                                 |
| 30               | 1903       | Mid of the night                                                                                                 | orkest                                                                                      |                                                                 |
| 31               | 1903       | Music, when soft voices die                                                                                      | zangstem, piano                                                                             |                                                                 |
| 32               | 1903       | Tempo di mazurka                                                                                                 | cello, piano                                                                                |                                                                 |
| 33               | 1903       | Blow, blow thou winter wind                                                                                      | zangstem, piano                                                                             |                                                                 |
| 34               | 1903       | Go not, happy day                                                                                                | zangstem, piano                                                                             |                                                                 |
| 35               | 1903       | Twee recitatieven                                                                                                | spreker, piano                                                                              |                                                                 |
| 36               | 1904       | Night lies on the silent highways                                                                                | bariton, piano                                                                              |                                                                 |
| 37               | 1904       | Music, when soft voices die                                                                                      | gemengd koor                                                                                |                                                                 |
| 38               | 1904       | A dead violet | bariton, piano                                                                              |                                                                 |
| 39               | 1904       | Sonate voor viool en piano in Es                                                                                 | viool, piano                                                                                | onvoltooid                                                      |
| 40               | 1904       | Twee liederen |                                                                                             |                                                                 |
| 41               | 1904       | Harebell and Pansy                                                                                               | zangstem, orkest                                                                            | onvoltooid                                                      |
| 42               | 1904       | Liederencyclus                                                                                                   | zangstem, piano                                                                             |                                                                 |
| 43               | 1904       | Drie stukken | strijkkwartet                                                                               |                                                                 |
| 44               | 1904       | Novelletten | strijkkwartet                                                                               |                                                                 |
| 45               | 1904       | Romanze | viool, piano                                                                                |                                                                 |
| 46               | 1904       | Cradle song | zangstem, piano                                                                             |                                                                 |
| 47               | 1904       | Elegie voor cello en piano                                                                                       | cello, piano                                                                                |                                                                 |
| 48               | 1904       | Souvenir | viool, piano                                                                                |                                                                 |
| 49               | 1904       | Pianokwintet | pianokwintet                                                                                |                                                                 |
| 50               | 1905       | Lean close thy cheek against my cheek                                                                            |                                                                                             |                                                                 |
| 51               | 1905       | Fair daffodils                                                                                                   | zangstem, piano                                                                             |                                                                 |
| 52               | 1905       | Capriccio | piano                                                                                       |                                                                 |
| 53               | 1905       | Twee stukken: 1.Pensiero 2.Allegretto                                                                            | altviool, piano                                                                             | 2 bleef onvoltooid                                              |
| 54               | 1905       | Twee stukken voor piano: 1. A sea idyll 2. Capriccio nr. 2                                                       | piano                                                                                       |                                                                 |
| 55               | 1905       | Fantasie in f mineur voor strijkkwartet                                                                          | strijkkwartet                                                                               |                                                                 |
| 56               | 1905       | Drie stukken voor orgel, boek 1                                                                                  | orgel                                                                                       |                                                                 |
| 57               | 1905 1918  | Adoration | zangstem, piano zangstem, orkest                                                            |                                                                 |
| 58               | 1905       | Étude rhapsodique in a mineur                                                                                    | piano                                                                                       |                                                                 |
| 59               | 1905       | Amaryllis in d majeur                                                                                            | viool, piano                                                                                |                                                                 |
| 60               | 1905       | Norse legend | piano                                                                                       | bewerking 1938 voor orkest                                      |
| 61               | 1905       | So perverse | zangstem, piano                                                                             |                                                                 |
| 62               | 1905       | Tears, idle tears                                                                                                | zangstem, piano                                                                             |                                                                 |
| 63               | 1905       | Drie stukken voor orgel                                                                                          | orgel                                                                                       |                                                                 |
| 64               | 1905       | Drie stukken voor strijkkwartet                                                                                  | strijkkwartet                                                                               |                                                                 |
| 65               | 1909       | Twee liederen op tekst van Robert Bridges                                                                        | bariton, orkest                                                                             |                                                                 |
| 66               | 1906       | Dramatische fantasie                                                                                             |                                                                                             |                                                                 |
| 67               | 1906       | Drie idyllen voor strijkkwartet                                                                                  | strijkkwartet                                                                               |                                                                 |
| 68               | 1906       | Drie schetsen voor piano                                                                                         | pianosolo                                                                                   |                                                                 |
| 69               | 1906       | The violets blue                                                                                                 |                                                                                             |                                                                 |
| 70               | 1906       | Strijkkwartet nr. 1                                                                                              | strijkkwartet                                                                               |                                                                 |
| 71               | 1906       | Come to me in my dreams                                                                                          | bariton, piano                                                                              | nieuwe versie 1918                                              |
| 72               | 1906       | My pent-up tears oppress my brain                                                                                | bariton, piano                                                                              | teruggetrokken werk                                             |
| 73               | 1906       | Dramatische ouverture                                                                                            | orkest                                                                                      |                                                                 |
| 74               | 1906       | The rag | strijkkwartet                                                                               |                                                                 |
| 75               | 1904-1906  | Valse Fernholt                                                                                                   | pianokwartet                                                                                |                                                                 |
| 76               | 1906-1907  | Drie werken voor zangstem, piano en altviool obbligato                                                           | zangstem, piano, altviool                                                                   |                                                                 |
| 77               | 1907       | All things that we clasp                                                                                         | zangstem, piano                                                                             |                                                                 |
| 78               | 1907       | Isabella | orkest                                                                                      |                                                                 |
| 79               | 1907       | Fantasie voor pianotrio                                                                                          | pianotrio                                                                                   |                                                                 |
| 80               | 1907       | Gondoliera in e mineur                                                                                           | viool, piano                                                                                |                                                                 |
| 81               | 1907       | Love is a rose                                                                                                   | zangstem, piano                                                                             |                                                                 |
| 82               | 1908       | Allegro appassionato                                                                                             | altviool, piano                                                                             |                                                                 |
| 83               | 1908       | Morceau caractéristique                                                                                          | viool, piano                                                                                |                                                                 |
| 84               | 1908       | Dansrapsodie | orkest                                                                                      |                                                                 |
| 85               | 1908       | Dear, when I look into thine eyes                                                                                | zangstem, piano                                                                             |                                                                 |
| 86               | 1908       | An Irish melody                                                                                                  | orkest                                                                                      |                                                                 |
| 87               | 1909       | Drie miniaturen voor pianotrio Set 1                                                                             | pianotrio                                                                                   |                                                                 |
| 88               | 1911       | Drie miniaturen voor pianotrio Set 2                                                                             | pianotrio                                                                                   |                                                                 |
| 89               | 1915       | Drie miniaturen voor pianotrio Set 3                                                                             | pianotrio                                                                                   |                                                                 |
| 90               | 1906-1908  | Werk zonder titel                                                                                                |                                                                                             |                                                                 |
| 91               | 1909       | Hilly-Ho Hilly Ho                                                                                                | koor                                                                                        |                                                                 |
| 92               | 1909       | O weary hearts                                                                                                   | koor                                                                                        |                                                                 |
| 93               | 1910       | Suite voor strijkorkest                                                                                          | strijkinstrumenten                                                                          |                                                                 |
| 94               | 1910       | Fantasie pianokwartet                                                                                            | pianokwartet                                                                                |                                                                 |
| 95               | 1910       | Vijf entr'actes                                                                                                  | orkest                                                                                      | toneelmuziek                                                    |
| 96               | 1910       | Cradle song | viool of cello met piano                                                                    |                                                                 |
| 97               | 1911       | Kroningsmars | orkest                                                                                      | voor George V, net als versie 1901 niet uitgevoerd.             |
| 98               | 1911       | The pageant of London                                                                                            | zangstem, orkest                                                                            |                                                                 |
| 99               | 1911       | Mélodie in cis mineur                                                                                            | cello, piano                                                                                |                                                                 |
| 100              | 1911       | De zee-suite | orkest                                                                                      | bekendste werk                                                  |
| 101              | 1911-1912  | Twee stukken voor twee altviolen                                                                                 | altviool                                                                                    |                                                                 |
| 102              | 1912       | Isobel | zangstem, piano                                                                             |                                                                 |
| 103              | 1912       | Easter hymn | zangstem, piano koor a capella                                                              |                                                                 |
| 104              | 1912       | Vier korte stukken                                                                                               | piano                                                                                       |                                                                 |
| 105              | 1912       | O that it were so                                                                                                | zangstem, piano of orkest                                                                   |                                                                 |
| 106              | 1912       | Drie stukken voor orgel, boek 2                                                                                  | orgel                                                                                       |                                                                 |
| 107              | 1906-1912  | Strijksextet | strijksextet                                                                                |                                                                 |
| 108              | 1912       | Drie stukken voor piano                                                                                          | piano                                                                                       |                                                                 |
| 109              | 1913       | Strew no more red roses                                                                                          | zangstem, piano                                                                             |                                                                 |
| 110              | 1913       | De bij | koor a capella                                                                              |                                                                 |
| 111              | 1913       | Dance poem | orkest                                                                                      |                                                                 |
| 112              | 1913-1914  | Three poems | piano                                                                                       |                                                                 |
| 113              | 1914       | Where she lies asleep                                                                                            | zangstem, piano                                                                             |                                                                 |
| 114              | 1914       | Love went a-riding                                                                                               | zangstem, piano                                                                             |                                                                 |
| 115              | 1914-1915  | Strijkkwartet nr. 2                                                                                              | strijkkwartet                                                                               |                                                                 |
| 116              | 1914-1915  | Zomer | orkest                                                                                      |                                                                 |
| 117              | 1915       | Klaaglied voor Catherine                                                                                         | piano orkest                                                                                | Ter nagedachtenis slachtoffers Lusitania                        |
| 118              | 1915       | Two poems for orchestra                                                                                          | orkest                                                                                      | naar Richard Jefferies                                          |
| 119              | 1916       | Twee oude Engelse liederen                                                                                       | 1.strijkkwartet 2.strijkorkest 3.vierhandig piano                                           |                                                                 |
| 120              | 1916       | Lullaby | koor, piano of strijkorkest                                                                 |                                                                 |
| 121              | 1916       | The graceful swaying wattle                                                                                      | koor, piano                                                                                 |                                                                 |
| 122              | 1916       | For God and King and Right                                                                                       | koor, piano of orkest                                                                       |                                                                 |
| 123              | 1916       | Peter Piper | koor a capella                                                                              |                                                                 |
| 124              | 1917 1923  | Thy hand in mine                                                                                                 | zangstem, piano zangstem, orkest                                                            |                                                                 |
| 125              | 1913-1917  | Sonate voor cello en piano in d mineur                                                                           | cello, piano                                                                                |                                                                 |
| 126              | 1917       | Vier karakteristieke stukken                                                                                     | piano                                                                                       |                                                                 |
| 127              | 1917       | Drie miniatuurpastoralen, set 1                                                                                  | piano                                                                                       |                                                                 |
| 128              | 1917       | A fairy tale suite                                                                                               | piano                                                                                       |                                                                 |
| 129              | 1917       | To you in France                                                                                                 | zangstem, piano                                                                             |                                                                 |
| 130              | 1918       | So early in the morning, O                                                                                       | zangstem, piano                                                                             |                                                                 |
| 131              | 1918       | Mantle of blue                                                                                                   | zangstem, piano of orkest                                                                   |                                                                 |
| 132              | 1918       | Blow out, you bugles                                                                                             | zangstem, orkest                                                                            |                                                                 |
| 133              | 1918       | Morning song | cello, piano                                                                                |                                                                 |
| 134              | 1918       | Drie improvisaties voor de linkerhand                                                                            | piano                                                                                       |                                                                 |
| 135              | 1918       | Een litanie | koor, orgel                                                                                 |                                                                 |
| 136              | 1918       | The last invocation                                                                                              | zangstem, piano                                                                             |                                                                 |
| 137              | 1918       | Sisters, awake                                                                                                   | vrouwenkoor                                                                                 |                                                                 |
| 138              | 1918       | Lay a garland on my hearse                                                                                       | zangstem, piano                                                                             |                                                                 |
| 139              | 1918       | Lento | orgel                                                                                       |                                                                 |
| 140              | 1916-1918  | A prayer | koor, orkest                                                                                |                                                                 |
| 141              | 1918       | Drie variaties op “Cadet Rousselles”                                                                             | zangstem, piano                                                                             |                                                                 |
| 142              | 1919       | When you are old                                                                                                 | zangstem, piano                                                                             |                                                                 |
| 143              | 1919       | Into her keeping                                                                                                 | zangstem, piano                                                                             |                                                                 |
| 144              | 1919       | Lantido Dilly | koor, piano                                                                                 |                                                                 |
| 145              | 1919       | What shall I your true love tell?                                                                                | zangstem, piano                                                                             |                                                                 |
| 146              | 1919       | ‘Tis but a week                                                                                                  | zangstem, piano                                                                             |                                                                 |
| 147              | 1919       | The turtle’s retort                                                                                              | piano                                                                                       |                                                                 |
| 148              | 1920       | De zandlopersuite                                                                                                | piano                                                                                       |                                                                 |
| 149              | 1921       | Drie miniatuur pastoralen set 2                                                                                  | piano                                                                                       |                                                                 |
| 150              | 1921       | Drie miniatuur pastoralen set 3                                                                                  | piano                                                                                       |                                                                 |
| 151              | 1921       | Twee intermezzi bij Threads                                                                                      | piano                                                                                       |                                                                 |
| 152              | 1921       | In the shop | vierhandig piano                                                                            | balletmuziek                                                    |
| 153              | 1922       | Golden slumbers                                                                                                  | vrouwenkoor a capella                                                                       |                                                                 |
| 154              | 1922       | Hence care | vrouwenkoor a capella                                                                       |                                                                 |
| 155              | 1922       | Sir Roger de Coverley (a Christmas dance)                                                                        | orkest                                                                                      | drie versies                                                    |
| 156              | 1922       | The fairy ring                                                                                                   | vrouwenkoor (eventueel piano)                                                               |                                                                 |
| 157              | 1922       | Spring song | koor                                                                                        |                                                                 |
| 158              | 1922-1924  | Pan’s holiday | vrouwenkoor met eventueel piano of orkest                                                   |                                                                 |
| 159              | 1922       | Evening primrose                                                                                                 | vrouwenkoor, piano                                                                          |                                                                 |
| 160              | 1921-1924  | Sonate voor piano                                                                                                | piano                                                                                       |                                                                 |
| 161 161a         | 1921-1924  | Drie lyrische stukken Heart’s ease                                                                               | piano viool en piano                                                                        |                                                                 |
| 162              | 1924       | In autumn | piano                                                                                       |                                                                 |
| 163              | 1925       | The pneu world                                                                                                   | cello, piano                                                                                |                                                                 |
| 164              | 1925       | Drie liederen op tekst van Rabindranath Tagore                                                                   | zangstem, piano of orkest                                                                   |                                                                 |
| 165              | 1925       | Golden hair | zangstem, piano                                                                             |                                                                 |
| 166 166a         | 1925 1938  | Vignettes de Marseille Vignettes de dance                                                                        | piano (4 delen) orkest (3 delen)                                                            |                                                                 |
| 167              | 1925       | Journey’s end | zangstem, piano                                                                             |                                                                 |
| 168              | 1925       | Winter pastoral                                                                                                  | piano                                                                                       |                                                                 |
| 169              | 1926       | Canzonetta (Happy south)                                                                                         | piano orkest                                                                                |                                                                 |
| 170              | 1926       | Graziella | piano                                                                                       |                                                                 |
| 171              | 1926       | A dedication | piano                                                                                       |                                                                 |
| 172              | 1926 circa | Hidden fires | piano                                                                                       |                                                                 |
| 173              | 1927       | There is a willow grows aslant a brook                                                                           | orkest                                                                                      |                                                                 |
| 174              | 1926-1927  | Enter spring | orkest                                                                                      |                                                                 |
| 175              | 1925-1927  | Strijkkwartet nr. 3                                                                                              | strijkkwartet                                                                               |                                                                 |
| 176              | 1928       | Rapsodietrio voor strijktrio                                                                                     | strijktrio                                                                                  |                                                                 |
| 177              | 1928       | Gargoyle | piano                                                                                       |                                                                 |
| 178              | 1928-1929  | Pianotrio nr. 2                                                                                                  | pianotrio                                                                                   |                                                                 |
| 179              | 1909-1929  | The christmas rose                                                                                               |                                                                                             | kinderopera                                                     |
| 180              | 1929-1930  | Oration | cello, orkest                                                                               | celloconcert                                                    |
| 181 181a         | 1932 1936  | Todessehnsucht                                                                                                   | piano strijkorkest                                                                          | bewerking herbewerking                                          |
| 182              | 1931       | Phantasm | piano, orkest                                                                               |                                                                 |
| 183              | 1932       | Sonate voor viool en piano                                                                                       | viool, piano                                                                                |                                                                 |
| 184              | 1934       | A royal night of variety                                                                                         | orkest                                                                                      |                                                                 |
| 185              | 1934       | A merry, merry Xmas                                                                                              | hobo, klarinet, trombone, piano                                                             |                                                                 |
| 186              | 1935       | Sonate voor altviool en piano                                                                                    | altviool, piano                                                                             | onvoltooid                                                      |
| 187              | 1936       | Beweging voor strijkkwartet                                                                                      | strijkkwartet                                                                               |                                                                 |
| 188              | 1938       | Strijkwartet nr. 4                                                                                               | strijkkwartet                                                                               |                                                                 |
| 189              | 1934-1938  | Divertimenti voor dwarsfluit, hobo, klarinet en fagot                                                            |                                                                                             |                                                                 |
| 190              | 1939       | Drie stukken voor orgel                                                                                          | orgel                                                                                       |                                                                 |
| 191              | 1940       | Rebus ouverture                                                                                                  | orkest                                                                                      |                                                                 |
| 192              | 1940/41    | Allegro moderato                                                                                                 | strijkorkest                                                                                | begin van onvoltooide symfonie                                  |